# Вольякко, Алессандро
Алесса́ндро Волья́кко (итал. Alessandro Vogliacco; род. 14 сентября 1998, Аквавива-делле-Фонти, Апулия) — итальянский футболист, защитник клуба «Дженоа», выступающий на правах аренды за клуб «Парма».

## Клубная карьера
Начал заниматься футболом в клубе «Бари», после чего с 2013 года входил в систему «Ювентуса». Выступал в составе команды в Юношеской лиге УЕФА. Летом 2018 года был отдан в аренду в «Падову» из Серии В, а спустя полгода в «Порденоне» (Серия С).
В июле 2019 года подписал полноценный трёхлетний контракт с «Порденоне», который завоевал право выступать в Серии В.
Летом 2021 года перешёл в «Дженоа», однако сразу был отдан в годичную аренду в «Беневенто» из Серии В. Вернувшись в «Дженоа», он помог команде занять второе место в Серии В сезона 2022/23 и выйти в высший дивизион итальянского футбола. На этом уровне в Серии А он дебютировал 14 августа 2022 года в матче против «Венеции» (2:1).

## Карьера в сборной
С 2013 по 2020 год выступал за итальянские сборные разных возрастных категорий.

## Личная жизнь
Алессандро Вольякко женат на Вирджинии Михайлович, дочери футболиста и тренера Синиши Михайловича. У пары двое детей — Виоланте (род. 2021) и Синиша Леоне (род. 2024).